# Monument à la mémoire de Guerman Titov
Le monument à la mémoire de Guerman Titov se situe sur l’île Ti Tốp dans la province de Quảng Ninh au Vietnam. Il est érigé en 2015 et son inauguration a été programmée pour coïncider avec le quatre-vingtième anniversaire de la naissance de Guerman Titov.
L’initiative d’installer ce monument provient des sociétés d’amitié russo-vietnamienne et vietnamo-russe.
La cérémonie d’inauguration du monument a eu lieu le 14 septembre 2015. L’ambassadeur de la fédération de Russie au Viêt Nam, Konstantine Vnukov (ru), le président de la société d’amitié russo-vietnamienne, Dao Chong Thi, et la veuve de Guerman Titov, Tamara Titova, ont assisté à la cérémonie d’ouverture.
La sculptrice russe Svetlana Farnieva est à l’origine du projet de monument. Le sculpteur vietnamien Lâm Quang Nới a travaillé à l’installation et à la décoration du monument.

## Guerman Titov et le Viet Nam
Titov est appelé « grand ami du peuple vietnamien » au Viêt Nam. Guerman Titov a été président de la société d’amitié soviéto-vietnamienne pendant 25 ans et, depuis 1991, il est président honoraire de la société d’amitié russo-vietnamienne. Il occupe cette position jusqu’à sa mort.
Auparavant, en 1962, le premier président du Vietnam, Hô Chi Minh, avait baptisé une île de la baie d’Along au nom de Titov : l’île Ti Tốp. Titov a reçu deux prix vietnamiens : l’ordre de Hô Chi Minh (vi) et l’ordre de l’Amitié (vi).

## Description du monument

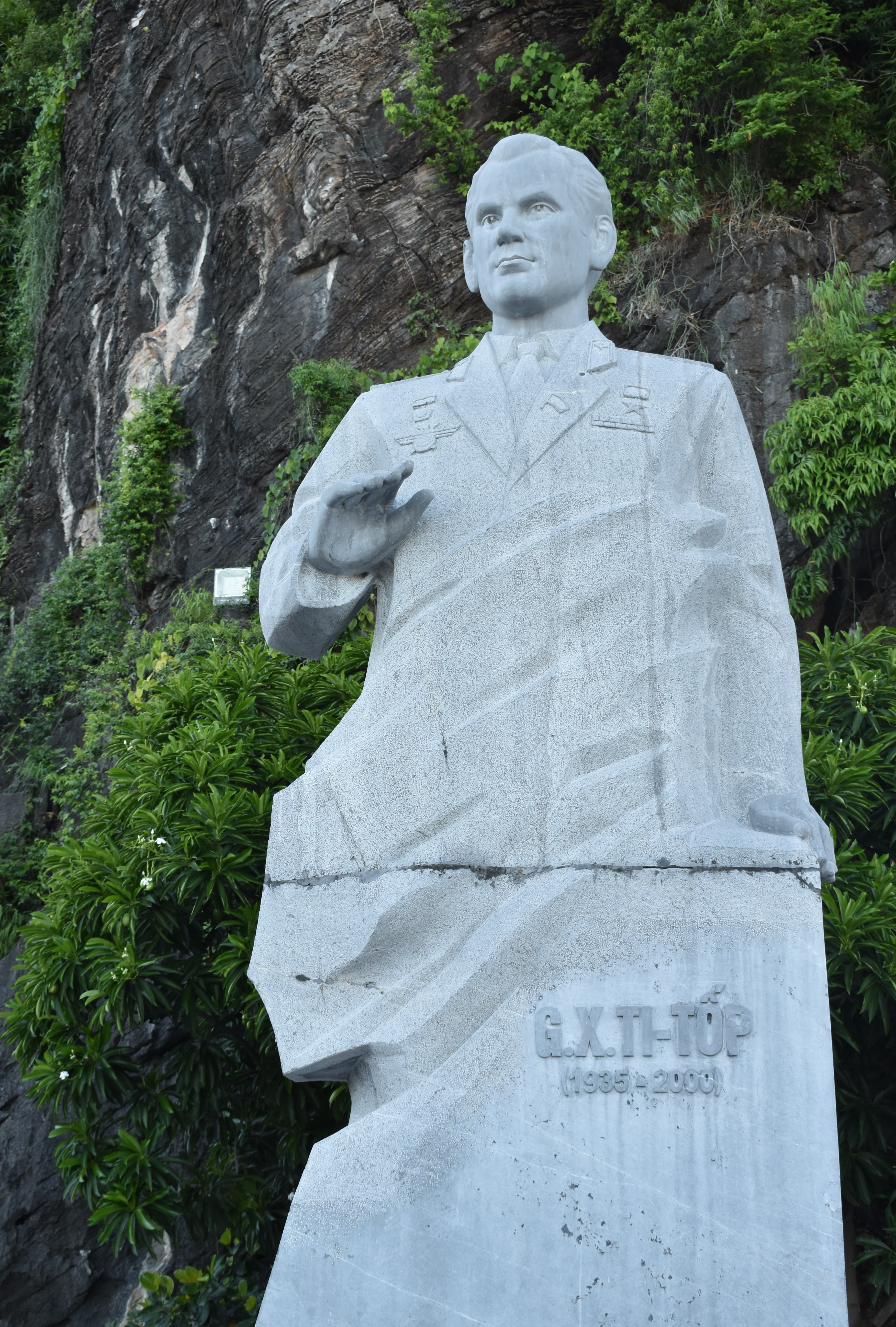
Partie haute du monument.

Le monument est en marbre gris et se présente comme un buste, montrant Guerman Titov légèrement plus bas que sa poitrine. Le cosmonaute est représenté par le sculpteur en tunique militaire, sans coiffe.
La sculpture est taillée dans un seul morceau de marbre gris.
Le monument est une copie d’un monument érigé dans l’oblast de Kalouga.
La plaque sur le piédestal porte le nom et le prénom de Guerman Titov, ainsi que ses dates de naissance et de mort en vietnamien.
Le monument est situé au centre d’une zone pavée de pierres légères d'une surface totale de 106 m², localisé à proximité de la jetée.
Le monument pèse 26 tonnes et mesure 6 mètres de haut.